# Rio Wabash
O rio Wabash é um afluente do Rio Ohio pela sua margem direita e uma importante via fluvial do Midwest, nos Estados Unidos. Com um comprimento de 764 km é um dos maiores rios dos Estados Unidos e drena uma bacia de 103 500 km² (maior que a área da Islândia), e que cobre a maior parte do estado de Indiana.
Administrativamente, este rio banha os estados de Illinois, Indiana e Ohio. É o rio "oficial" do estado de Indiana, e tema da canção do estado "On the Banks of the Wabash, Far Away" ("Nas margens do Wabash, longe") de Paul Dresser.

## Geografia

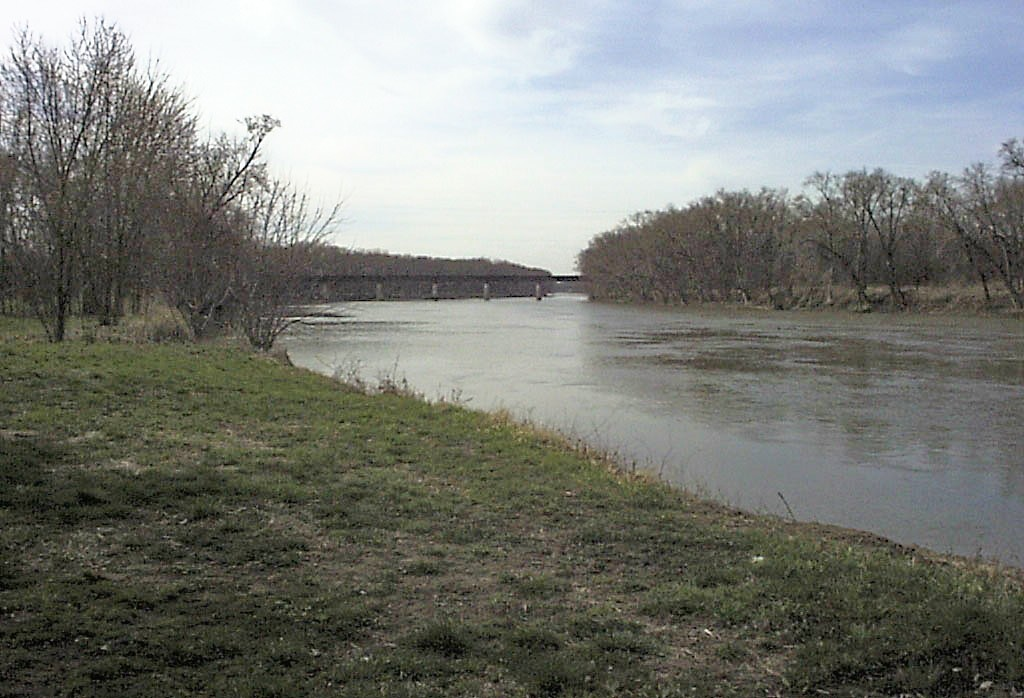
O rio Wabash em Covington (Indiana).

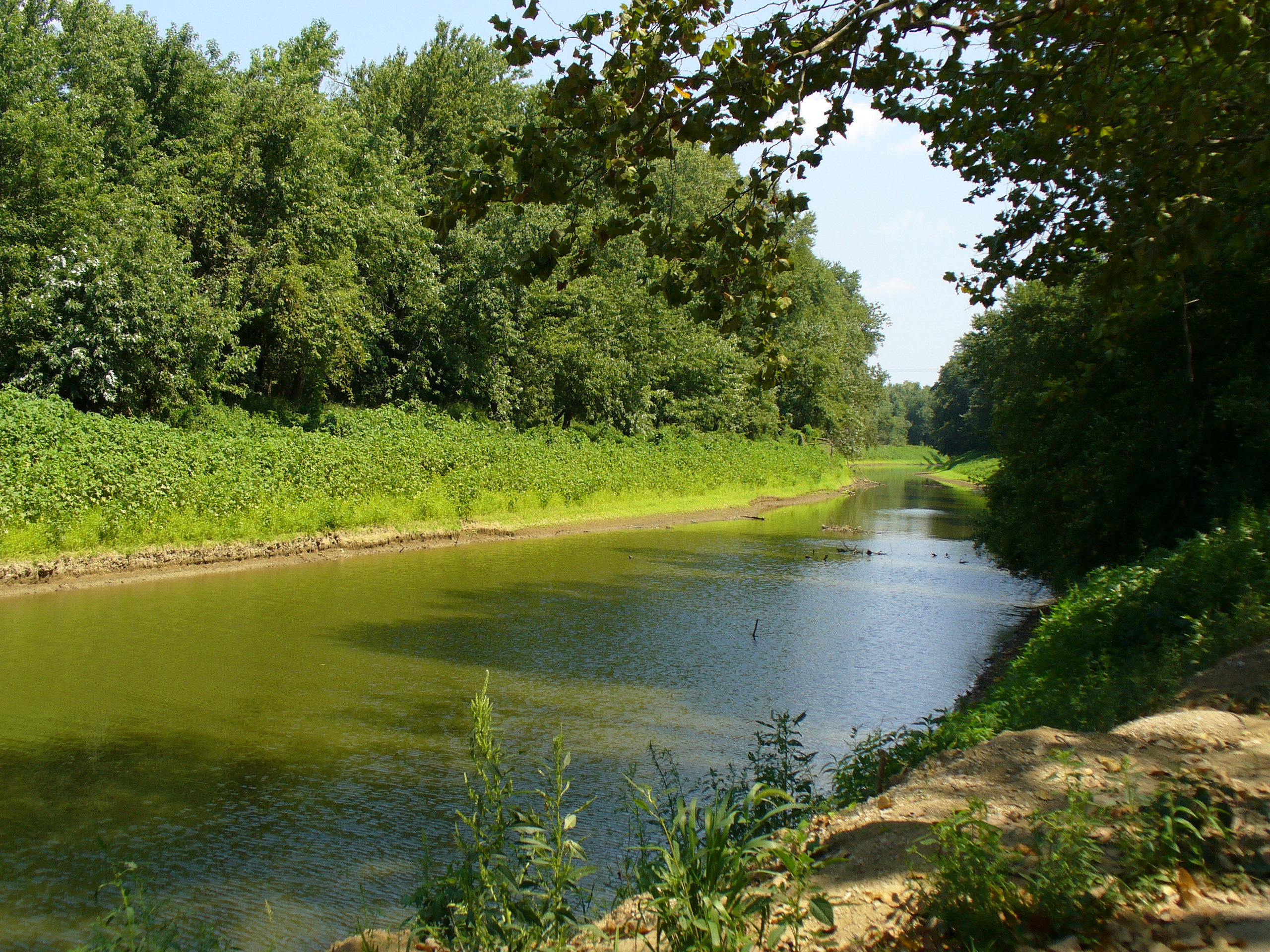
Uma pequena ilha e refúgio de aves aquáticas no Wabash, perto de Mount Carmel (Illinois).

O Wabash nasce no noroeste do Ohio, perto de Saint Henry. Flui na direcção sudoeste, atravessando o norte de Indiana e formando a fronteira sul entre Illinois e Indiana, antes da sua confluência com o rio Ohio, do qual é o maior afluente proveniente de norte. Da represa perto de Huntington até à sua foz no rio Ohio, o rio Wabash flui livremente durante um trecho de 661 km, o mais longo trecho de rio livre na parte dos Estados Unidos a leste do rio Mississippi.
Um remanescente de 133 hectares de bosques antigos, que dantes rodeavam o rio Wabash, pode ainda encontrar-se no parque estatal Beall Woods State Park, perto de Mount Carmel (Illinois).

### Afluentes
Os principais afluentes do rio Wabash, no sentido de fluência, são os seguintes:
- Trecho no Indiana:
  - Rio Little (Indiana), pela direita;
  - Rio Salamonie (Indiana), pela esquerda, com comprimento de 132 km;
  - Rio Mississinewa (Ohio e Indiana), pela esquerda, com comprimento de 160 km;
  - Rio Eel (Indiana), pela direita, com comprimento de 177 km;
  - Rio Tippecanoe (Indiana), pela direita, com comprimento de 362 km e uma bacia de 5060 km²;
  - Ribeiro Wildcat (Indiana), pela direita;
  - Rio Vermilion (Illinois e Indiana), pela esquerda;
- Fronteira Illinois-Indiana:
  - Rio Sugar (Indiana), pela direita;
  - Rio Big Raccoon (Indiana), pela direita;
  - Rio Embarrass (Illinois), pela esquerda, com comprimento de 298 km e uma bacia de 6320 km²;
  - Rio White (Indiana), pela direita, o principal dos afluentes, com comprimento de 439 km e uma bacia de 14 890 km²;
  - Rio Patoka (Indiana), pela direita, com comprimento de 222 km;
  - Rio Little Wabash (Illinois), pela esquerda, com comprimento de 320 km e uma bacia de 5060 km²;

### Barragens
O Wabash é regulado por uma barragem operada pelo Corpo de Engenheiros do Exército, perto de Huntington, Indiana. A barragem cria a albufeira ou lago de J. Edward Roush e a zona faz parte do parque estatal J. Edward Roush State Park.

### Cidades ao longo do rio Wabash
- Ohio:  Fort Recovery.
- Indiana: Andrews, Ática, Bluffton, Clinton, Covington, Delphi, Huntington, Lafayette, Lagro, Logansport, Markle, Merom,  Montezuma, Newport, New Harmony, Perrysville, Peru, Terre Haute, Vincennes, Wabash, West Lafayette e Williamsport.
- Illinois: Grayville,  Hutsonville, Maunie, Mount Carmel e San Francisville;

## História

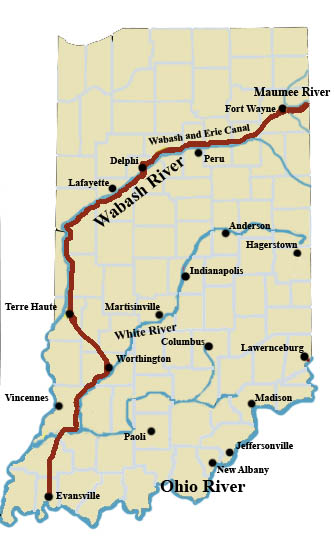
O canal Wabash-Erie, com 800 km, é um dos mais longos do mundo.

Quando o glaciar Wisconsin se derreteu há 14 milhares de anos, uma parte das águas do degelo formaram o pró-glacial lago Maumee, o antecessor do lago Erie. Finalmente, o degelo passou uma morena situada perto de Fort Wayne (Indiana) e drenou catastroficamente para sudoeste na Maumee Torrent. A torrente talhou o grande vale aluvionar que utiliza o rio Wabash hoje em dia.
O nome «Wabash» é uma transcrição para inglês do nome francês para o rio, «Ouabache». Os comerciantes franceses chamaram ao rio esse nome segundo a designação que os ameríndios lhe davam, «waapaahšiiki», que significa «branco que brilha». O nome reflecte a claridade do rio no condado de Huntington (Indiana), onde o fundo do rio é de pedra calcária. Esta é uma raridade histórica, já que hoje em dia o fundo do rio já não é visível devido à contaminação agrícola da água e à sedimentação.
O Wabash foi cartografado e nomeado pelos exploradores franceses do rio Mississippi, incluindo o trecho que agora se conhece como o rio Ohio. Embora o rio Wabash seja hoje considerado como afluente do Ohio, não era visto como tal até meados do século XVIII. Isto devia-se ao facto de os comerciantes franceses viajarem de norte para sul, do Canadá para o Golfo do México, e o rio Ohio não ser considerado então como uma importante rota comercial até que a França e a Grã-Bretanha começaram a lutar pelo controlo do mesmo, provocando a Guerra Franco-Índia. Durante 200 anos, desde meados do século XVII até ao século XIX, o rio Wabash era uma das principais rotas de comércio, que uniam o Canadá, Quebec e os Grandes Lagos com o rio Mississippi e a Luisiana.
Três importantes batalhas da história dos Estados Unidos foram travadas perto do rio Wabash: a Batalha de Vincennes (1779), a Derrota de Saint Clair (1791) e a Batalha de Tippecanoe (1811); as duas últimas foram denominadas como «Batalha do Wabash» (Battle of the Wabash).
Entre 1832 e 1853 foi construído o Canal Wabash-Erie, um dos mais longos do mundo (800 km).
Em 2 de julho de 2008, depois de fortes inundações, ficou-se a saber que o rio tinha encontrado um novo canal. Este corte criou uma nova ilha de 690 hectares de área em Mackey Bend. Esta ilha é hoje a maior das ilhas fluviais do Wabash.